# Mayacaceae
Mayacaceae је фамилија монокотиледоних скривеносеменица из реда Poales. Статус фамилије постоји у неколико класификационих схема монокотиледоних биљака (Cronquist 1981, APG 1998, APG II 2003). Обухвата један род са десетак (4-11) врста. „Светски списак (чек-листа) монокотила" признаје постојање само пет врста.
Врсте ове фамилије (тј. рода Mayaca) су моноподијално гранате мочварне биљке, распрострањене углавном у тропској Јужној Америци, са делом ареала у Северној Америци. Једна врста је распрострањена на југозападу Африке.